# Ampelopsis mollifolia
Ampelopsis mollifolia är en vinväxtart som beskrevs av Wen Tsai Wang. Ampelopsis mollifolia ingår i släktet Ampelopsis och familjen vinväxter. Inga underarter finns listade i Catalogue of Life.